# Theodor Scholz
Theodor Heinrich August Scholz (* 5. Juni 1883 in Ibbenbüren; † 3. Januar 1964 in Müllheim) war ein deutscher Journalist und Zeitungsverleger.

## Leben
Theodor Scholz war der Sohn des gleichnamigen Vaters, der preußischer Beamter war. Seine Mutter war dessen Ehefrau Elisabeth geborene Haehling von Lanzenauer. Seine Schulzeit beendete er in Emmerich mit dem Abitur, dem ein Studium der Rechtswissenschaften, der Volkswirtschaftslehre und der Philosophie folgte, das er an den Universitäten Berlin, Heidelberg und Münster absolvierte. Nach einer längeren Russlandreise wurde Scholz im März 1909 Alleinredakteur der Harzburger Zeitung, bis er Ende 1910 zum Neuen Görlitzer Anzeiger wechselte, wo er die Ressorts Lokales, Theater- und Kunstkritik betreute. Im Folgejahr heiratete er Gertrud Casties und 1913 wurde sein Sohn Jürgen geboren. 1915 bis 1918 diente Scholz im Ersten Weltkrieg, den er als Leutnant der Reserve und Träger des Eisernen Kreuzes 2. Klasse abschloss. Nach einem kurzen Aufenthalt in Bad Harzburg kam Scholz im März 1919 nach Müllheim, wo er Redakteur und zusammen mit Erwin Kleinlein Verleger der Zeitung Markgräfler Nachrichten wurde.
Aus einer Artikelserie, die er in den Markgräfler Nachrichten veröffentlichte, entstand 1923 das Buch Der September-Aufstand im Markgräflerland im Jahre 1848. Scholz erweckte damit die Erinnerung an den Struve-Putsch, der in der offiziösen Geschichtsschreibung „verunglimpft und aus dem nationalen Gedächtnis als historischer Irrweg“ verdrängt wurde. 1926 folgte eine umfangreiche Materialsammlung zur Badischen Revolution von 1849 im Markgräflerland unter dem Titel Revolutionäre. Der Aufstand des Jahres 1849 und seine Folgen im Markgräflerland.
1935 veröffentlichte er im Frundsberg-Verlag den Gedichtband Erst süß, dann federweiß unter dem Pseudonym Theodor Büren. Er gehörte zu den Zeitungsverlegern, „die sich trotz Bedenken nach 1933 mit der nationalsozialistischen Diktatur arrangierten“, und wurde 1937 Mitglied der Nationalsozialistischen Deutschen Arbeiterpartei.
Per 1. Mai 1943 erfolgte die Schließung der Zeitung. Als das Blatt nach dem Krieg 1946 wieder gegründet wurde, war Scholz jedoch nicht mehr beteiligt und die Markgräfler Nachrichten wurden schrittweise von der Badischen Zeitung übernommen, deren Müllheimer Lokalteil noch immer den Zusatztitel Markgräfler Nachrichten trägt.

## Schriften
- Der September-Aufstand im Markgräflerland im Jahre 1848. Sonderabdruck aus den „Markgräfler Nachrichten“. Müllheim i. B. 1923.
- Revolutionäre. Der Aufstand des Jahres 1849 und seine Folgen im Markgräflerland, Müllheim i. B. : Markgräfler Druckerei- u. Verlagsgesellschaft, 1926
- Die Jahre 1848/49. In: Das Markgräflerland, Heft 1/1961, S. 137–145 (Digitalisat der UB Freiburg)

Unter dem Pseudonym Theodor Büren:
- Erst süß, dann federweiß, Frundsberg-Verlag, Berlin 1935